# Каррон (село)
Каррон (шотл. гел. Carrann,англ. Carron) — село у Шотландії у області Фолкерк, на лівому березі річки Каррон. Село розташоване на північ від центру області — міста Фолкерк. Населення села становить 2567 чоловік (2001). 

## Галерея

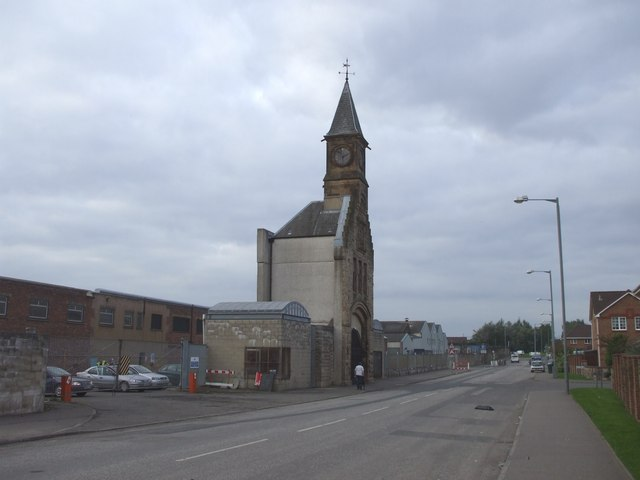
Годинникова вежа Карронського металургійного заводу
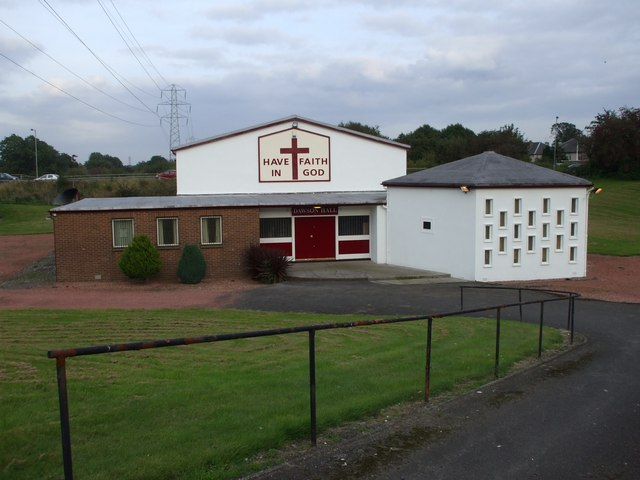
Пресвітеріанська церква Даусон-голл
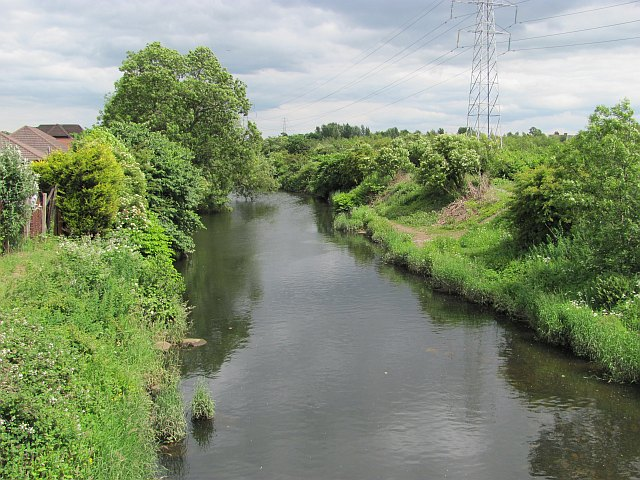
Річка Каррон